# Sosor Gonting (Andam Dewi)
Sosor Gonting is een bestuurslaag in het regentschap Tapanuli Tengah van de provincie Noord-Sumatra, Indonesië. Sosor Gonting telt 544 inwoners (volkstelling 2010).